# Kubaryia
Kubaryia é um género de gastrópode  da família Assimineidae.
Este género contém as seguintes espécies:
- Kubaryia pilikia